# Polina Viktorovna Kuznyecova
Polina Viktorovna Kuznyecova, született Vjahireva (oroszul: Полина Викторовна Кузнецова (Вяхирева); Sopokov, 1987. június 10. –) olimpiai bajnok orosz kézilabdázó, az orosz Rosztov-Don játékosa.
Húga, Anna Vjahireva szintén válogatott kézilabdázó, akivel 2016-ban együtt lettek olimpiai bajnokok.

## Pályafutása
Polina Kuznyecova három orosz csapattal is orosz bajnok tudott lenni, a Lada Toljattival 2005-ben és 2006-ban, a Zvezda Zvenyigoroddal 2007-ben, a GK Asztrahanocskával pedig 2016-ban. A Zvezda Zvenyigorodban töltött idő alatt nyert még EHF-kupát és Bajnokok ligáját is. 2017-ben szerződött először külföldre, amikor Macedóniába, az előző Bajnokok Ligája kiírás döntőséhez igazolt. A 2018-19-es szezontól a Rosztov-Don játékosa.
Kuznyecova fiatalon került be az orosz válogatottba, 2005-ben az orosz rendezésű világbajnokságon 18 évesen már tagja volt a világbajnoki címet szerző csapatnak. Két évvel később az franciaországi világbajnokságon ismét a győztes csapat tagja volt, és az All-star csapatba is bekerült. Európa-bajnokságon legjobb eredménye a válogatottban a 2006-ban megszerzett ezüstérem. Olimpián először 2016-ban szerepelhetett, a riói tornát az orosz csapat megnyerte, Kuznyecovát pedig beválasztották az All-star csapatba. Az olimpia után orosz állami kitüntetésben részesült, Vlagyimir Putyintól megkapta a Barátságért érdemrendet.

## Sikerei
- Olimpia győztese: 2016
- Világbajnokság győztese: 2005, 2007
  - bronzérmes: 2019
- Európa-bajnokság ezüstérmes: 2006, 2018
- Orosz bajnokság győztese: 2005, 2006, 2007, 2016, 2019, 2020
- Macedón bajnokság győztese: 2018
- EHF-kupa győztese: 2007
- Bajnokok ligája győztese: 2008
- Bajnokok Ligája-döntős: 2019